# Astraptes
Astraptes là một chi bướm ngày thuộc họ Bướm nâu, phân họ Eudaminae, đã từng bao gồm cả phân họ bướm nâu cánh rộng (Pyrginae) ở dạng tông.

## Hình ảnh

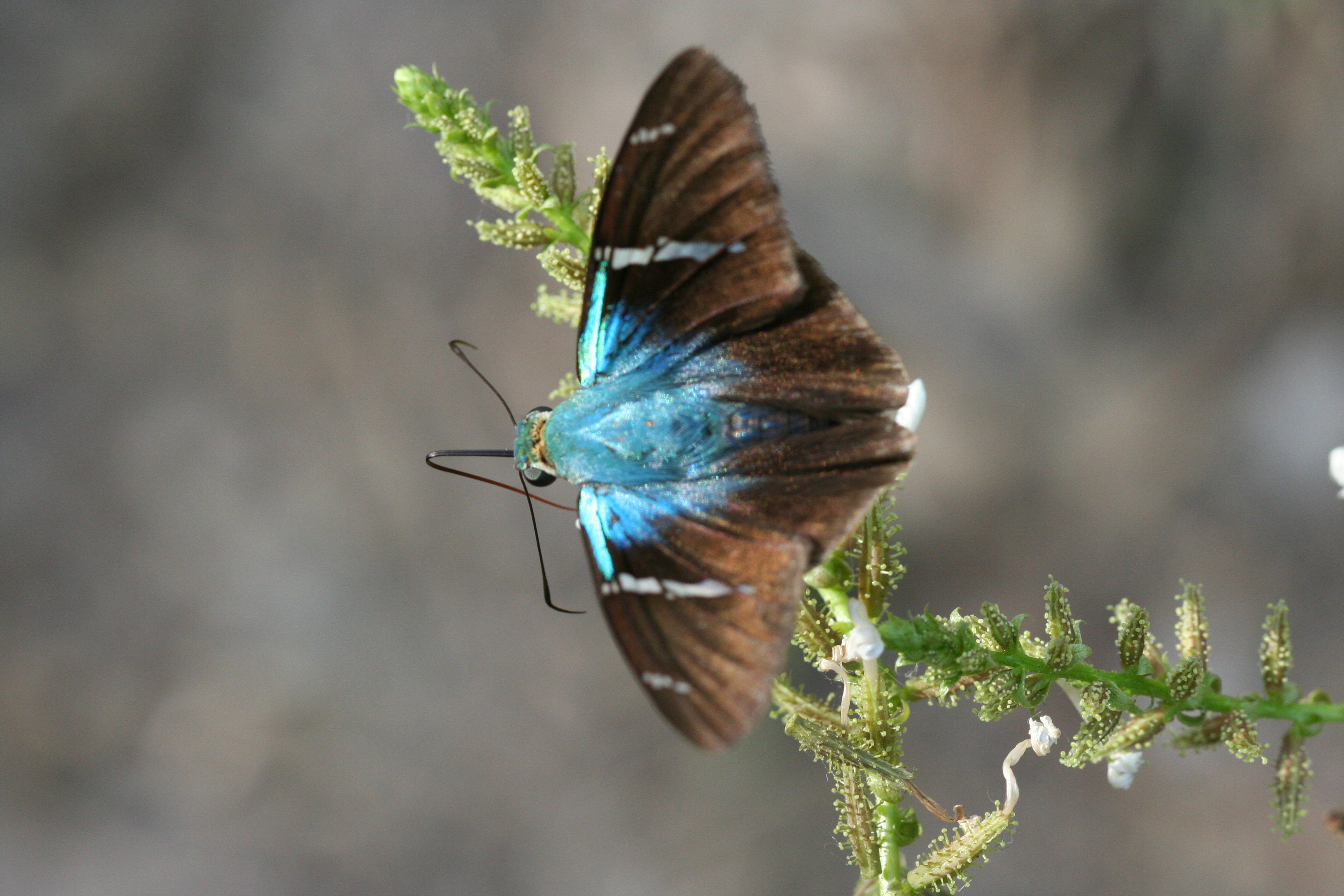

## Các loài
- Astraptes alardus – Frosted Flasher
- Astraptes alector – Gilbert's Flasher
- Astraptes anaphus – Yellow-tipped Flasher
- Astraptes egregius – Small-spotted Flasher
- Astraptes fulgerator – Two-barred Flasher